# Anna Krzeptowska
Anna Krzeptowska-Żebracka (ur. 26 lipca 1938 w Zakopanem, zm. 1 grudnia 2017) – polska biegaczka narciarska, olimpijka z Squaw Valley 1960.

## Życiorys
Reprezentantka klubu Wisły-Gwardii Zakopane. Trzykrotna mistrzyni Polski w sztafecie 3 × 5 km w latach 1959-1961.
Na igrzyskach olimpijskich w 1960 roku wystartowała w biegu na 10 km zajmując 20. miejsce.
Siostra Zofii Krzeptowskiej-Gąsienica.